# イマヌエル・ヘルマン・フィヒテ

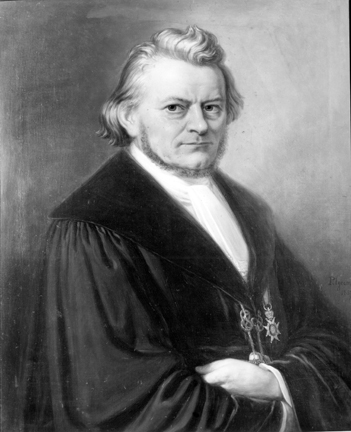
イマヌエル・ヘルマン・フィヒテ

イマヌエル・ヘルマン・フィヒテ（Immanuel Hermann Fichte, 1797年（1796年生まれという説も多い）7月18日 - 1879年8月8日）は、ドイツの神学者、哲学者。ドイツ観念論を代表する哲学者ヨハン・ゴットリープ・フィヒテの息子である。日本では、小フィヒテとも通称されている。

## 概要
フィヒテは、ベルリン大学で学んだ。しかし、扇動者としての嫌疑が掛けられて、苦境に陥っていた。ようやく、1836年にボン大学の正教授の座を獲得する。1842年からは、テュービンゲン大学の哲学の椅子に移った。1863年に定年退職するまで、その座にいた。
フィヒテは、ヨハン・フリードリヒ・ヘルバルトとゴットフリート・ライプニッツから影響を受けていた。しかし、それら全てはヘーゲルの宗教哲学とシェリングの後期哲学から影響されていたものであった。クリスチャン・ヘルマン・ヴァイセと一緒に、彼は後期観念論の具現化に努めた。しかし、晩年はヤーコプ・ベーメなどの神知学の影響が強まっていた。
また、彼は父親の講義録・著作集（知識学など）の編纂も行った。父の生前には、ほとんど知られていなかった知識学の講義の内容を広めたという功績も大きい。彼が編纂したフィヒテ全集は「小フィヒテ版」と通称され、現在でも専門的にフィヒテ研究を行う際には、目を通さなくてはならないものでもある。